# Gilwińce
Gilwińce (biał. Гільвінцы; ros. Гильвинцы) – wieś na Białorusi, w obwodzie grodzieńskim, w rejonie werenowskim, w sielsowiecie Bastuny.
W dwudziestoleciu międzywojennym wieś leżała w Polsce, w województwie nowogródzkim, w powiecie lidzkim, do 11 kwietnia 1929 w gminie Siedliszcze, następnie w gminie Żyrmuny.